# Curious Cat
Curious Cat és una plataforma social de preguntes i respostes dirigida als joves. Els seus creadors són els cosins gallecs Nuno i Marco Balbona.

## Funcionament
Curious Cat permet a l'usuari tenir un perfil on li poden escriure preguntes de forma anònima. L'usuari pot respondre-hi i publicar-ne la resposta a Twitter i Facebook.

## Creació
El 3 d'abril de 2016, quan Nuno i Marco Balbona tenien només 19 i 18 anys, respectivament, se'ls va acudir la idea de crear aquesta eina. Ells feien videojocs des de petits, i es van inspirar en les xarxes socials de preguntes i respostes ThisCrush i Ask.fm, però pretenien crear-ne una de millor. Van voler que, a diferència d'Ask.fm, l'usuari no hagués de tenir un compte per a accedir-hi, sinó que fos tan fàcil com entrar a través de Twitter o Facebook.

## Impacte
Aquest projecte ha superat ja la xifra dels dos milions i mig d'usuaris, i els països on més s'utilitza són Brasil, Estats Units, Argentina i Portugal.
Curious Cat és un espai lliure d'adults i des de l'anonimat, i aquesta intimitat que genera fa que els joves parlin de temes tabús amb total normalitat. Igualment, l'anonimat també comporta casos d'assetjament.